# 方家洲遗址
方家洲遗址，是位于中华人民共和国浙江省杭州市桐庐县瑶琳镇的新石器时代玉石器加工场遗址，距今五、六千余年。
2009年4月，方家洲遗址首次被发现。于2010年底挖掘，当时被认为是中国发现的第一个既加工石器、又加工玉器的新石器时代遗址，入选《2010中国重要考古发现》。
2017年1月13日，方家洲遗址被列入第七批浙江省文物保护单位。